# Daniel Wesson
Daniel Wesson (ur. 18 maja 1825 w Worcester w stanie Massachusetts, zm. 4 sierpnia 1906 w Springfield w Massachusetts) – amerykański wynalazca i konstruktor broni strzeleckiej, współzałożyciel przedsiębiorstwa Smith & Wesson.

## Życiorys
Po ukończeniu nauki w wieku 18 lat, rozpoczął 4-letnią praktykę w zakładzie rusznikarskim, prowadzonym przez brata Edwina w Northborough, w stanie Massachusetts. Po jego śmierci w 1850 roku pracował wraz z drugim bratem Frankiem, również rusznikarzem w przedsiębiorstwie w Grafton. W 1852 podjął pracę w przedsiębiorstwie Allen, Brown und Luther w Worcester, specjalizującym się w produkcji broni. Tam poznał Smitha i Henry’ego. Wraz ze Smithem rozpoczął produkcję pistoletów powtarzalnych pod nazwą Smith & Wesson, które zostały opatentowane 14 lutego 1854 roku (patent nr 10535). 8 sierpnia 1854 uzyskali oni patent (11496) na nowy nabój do tych pistoletów. W 1855 roku przystąpił do spółki Volcanic Repeating Firearms Company, wraz ze Smithem i Winchesterem. Ze spółki wycofał się w lutym 1856 roku. W tym samym roku przystąpił do pracy nad nabojem z łuską metalową. W maju 1857 założyli ze Smithem spółkę Smith & Wesson.
W Springfield zakupili budynki oraz niezbędne urządzenia do produkcji małych 0,22-calowych rewolwerów, ładowanych nabojami z łuskami metalowymi. Broń ta odniosła duży sukces i była produkowana do 1869 roku. W roku 1883 Wesson przeszedł na emeryturę. Pracę kontynuowali jego synowie, później wnukowie. Jego praprawnuk Daniel Wesson II (1916–1978) założył przedsiębiorstwo Dan Wesson Firearms.